# Berg (zámek)
Zámek Berg se nachází na východním břehu Starnberského jezera u vesnice Berg, ležící v okrese Starnberg, v Bavorsku.

## Historie
Panství u jezera s hradem Berg, koupil roku 1676 vévoda-kurfiřt Ferdinand Maria Bavorský. Svůj největší rozkvět sídlo zaznamenalo za jeho nástupců, syna Maxe Emanuela a vnuka Karla Albrechta (první polovina 18. století). Tehdy se tam pořádaly časté hony a společenské události.
V letech 1849–51, za krále Maxmiliána II., byl původní hrad pod vedením architekta Eduarda Riedela rozsáhle přestavěn na zámek. Panovník koupil další okolní pozemky a zámek dostal čtyři věže s cimbuřím v novogotickém slohu. Také tu byl zbudován malý přístav (1853).
Později, za Ludvíka II. byla přistavěna vysoká pátá severní věž, kterou nazval „Isolde“ (inspirován eposem Tristan a Isolda). Král používal tento zámek jako své letní sídlo. Každý rok 11. května sem přestěhoval své sídlo a odtud vládl. Dokonce byla odtud do Mnichova zavedena telegrafní linka. V roce 1868 sem na Ludvíkovo pozvání přijela ruská carevna, předtím hesenská princezna, Marie Alexandrovna. V době pobytu v Bavorsku měla zámek k dispozici a pro tuto příležitost byl velkolepě vybaven. Zámecký park byl v té době přeměněn z parku francouzského na anglický, byl zhotoven Maurský pavilon a v roce 1876 postavena malá kaple. 12. června 1886 sem byl Ludvík II. Bavorský internován poté, co byl prohlášen duševně nesvéprávným a zbaven výkonu vlády. O den později, po večerní procházce s psychiatrem Dr. Guddenem, byli oba nalezeni mrtví v Starnberském jezeře. Okolnosti jejich úmrtí nebyly doposud vyjasněny; podle oficiální verze se utopili. Tuto nešťastnou událost připomíná votivní kaple a dřevěný kříž ve vodě u břehu jezera.
Po králově smrti se hrad stal muzeem, v roce 1939 byl prohlášen kulturní památkou.
Bezprostředně po druhé světové válce byl objekt obsazen a poškozen americkými vojáky. Poté byl velmi zjednodušeně přestavěn. To je důvod, proč dnes již neexistují věže.
Dnes je zámek ve vlastnictví rodu Wittelsbachů a slouží jako letní sídlo pro hlavu rodu (v současné době jí je František, titulární vévoda bavorský). Veřejnosti je přístupná pouze část bývalého zámeckého parku.

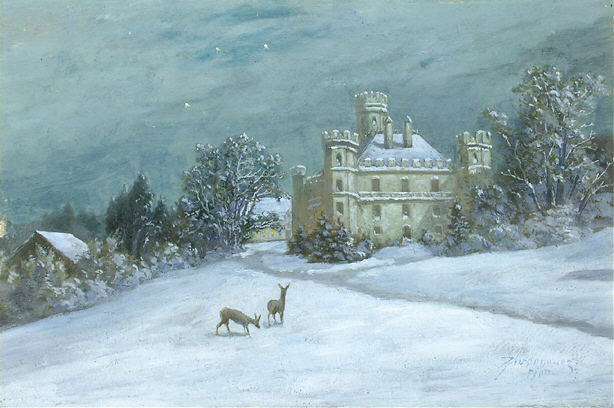
Zámek Berg v zimě. Olejomalba bavorského malíře Antona Zwengauera zachycuje podobu zámku (ještě s věžemi) kolem roku 1900